# Departamento de Wouri
Wouri es un departamento de la región Litoral de Camerún. En noviembre de 2005 tenía una población censada de 1 931 977 habitantes.
Está formado por los siguientes municipios:
- Douala I 223,214
- Douala II261,407
- Douala III 646,347
- Douala IV 250,626
- Douala V 544,919
- Douala VI 5,464